# Pilea thymoidea
Pilea thymoidea es una especie de planta del género Pilea, perteneciente a la familia Urticaceae.

## Taxonomía
Pilea thymoidea fue descrita por Hubert J.P. Winkler en 1919.

## Distribución
Se encuentra en el territorio de Nueva Guinea.